# Untzitibar
Untzitibar (oficialment en castellà Unciti) és un municipi de Navarra, a la comarca d'Aoiz, dins la merindad de Sangüesa. Està format pels concejos de:
| Entitat de Població | Pob. (2006) |
| ------------------- | ----------- |
| Altzorritz          | 34          |
| Artaitz             | 47          |
| Untziti             | 69          |
| Zabaltzeta          | 21          |
| Zenborain           | 24          |

## Demografia
| Evolució demogràfica                              | Evolució demogràfica | Evolució demogràfica | Evolució demogràfica | Evolució demogràfica | Evolució demogràfica | Evolució demogràfica | Evolució demogràfica | Evolució demogràfica | Evolució demogràfica | Evolució demogràfica |
| 1996                                              | 1998                 | 1999                 | 2000                 | 2001                 | 2002                 | 2003                 | 2004                 | 2005                 | 2006                 | 2007                 |
| ------------------------------------------------- | -------------------- | -------------------- | -------------------- | -------------------- | -------------------- | -------------------- | -------------------- | -------------------- | -------------------- | -------------------- |
| 231                                               | 236                  | 228                  | 228                  | 222                  | 226                  | 220                  | 226                  | 223                  | 218                  | 216                  |
| Fonts: Unciti i Institut d'Estadística de Navarra |                      |                      |                      |                      |                      |                      |                      |                      |                      |                      |